# 小沙蓬
小沙蓬（学名：Agriophyllum minus）是苋科沙蓬属的植物。分布于中亚地区、伊朗以及中国大陆的新疆等地，常生于荒漠地区，目前尚未由人工引种栽培。
其种加词“minus”意为“较小的”、“较少的”。